# Interzato in grembo appuntato
In araldica il termine interzato in grembo appuntato indica lo scudo diviso in tre campi da due linee ricurve che si incontrano in uno dei quattro angoli dello scudo.
Il termine generico interzato in grembo appuntato viene completato dalla indicazione della linea bisettrice del campo centrale (in banda o in sbarra a seconda che il punto di incontro delle linee curve si trovi sull'una o sull'altra pezza) e dalla posizione del punto di incontro (verso il capo o verso la punta a seconda che l'incontro avvenga in uno dei due angoli superiori o in uno di quelli inferiori dello scudo).

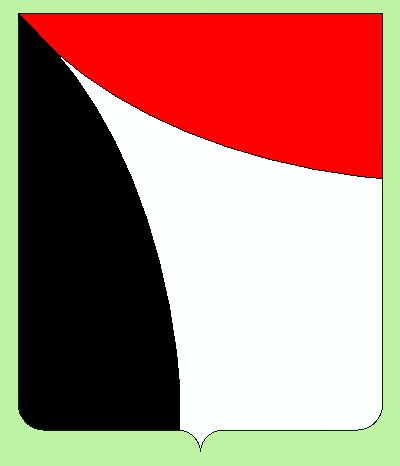
Interzato in grembo appuntato in banda verso il capo di rosso, d'argento e di nero
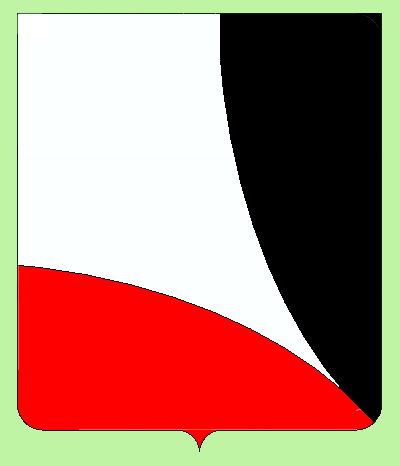
Interzato in grembo appuntato in banda verso la punta di nero, d'argento e di rosso
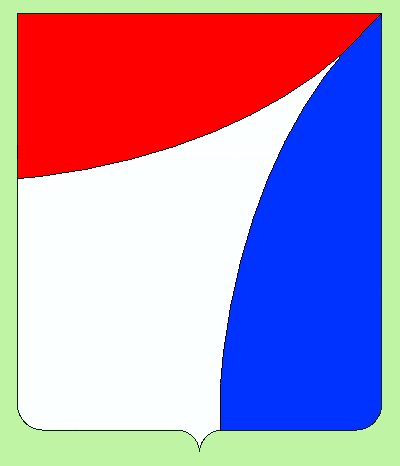
Interzato in grembo appuntato in sbarra verso il capo di rosso, d'argento e d'azzurro
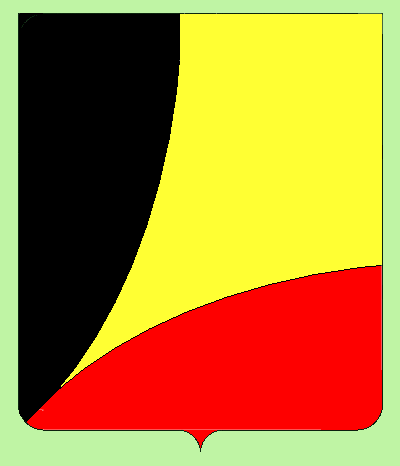
Interzato in grembo appuntato in sbarra verso la punta di nero, d'oro e di rosso